# ボストン・テラン
ボストン・テラン（Boston Teran、本名・生年非公表）は、アメリカ合衆国のイタリア系アメリカ人作家。ニューヨーク市サウス・ブロンクス生まれ。覆面作家であり、性別も不詳である。
1999年、『神は銃弾』（原題：God Is A Bullet ）でデビュー。同作で英国推理作家協会賞の最優秀新人賞にあたるジョン・クリーシー・ダガー賞を受賞し、エドガー賞 処女長編賞の候補となった。日本でも日本冒険小説協会大賞を受賞したほか、このミステリーがすごい!で1位に輝いた。同作は2023年にニック・カサヴェテス監督で映画化された。

## 作品リスト
| #  | 邦題               | 原題                                 | 刊行年         | 刊行年月  | 訳者     | 出版社               |
| -- | ------------------ | ------------------------------------ | -------------- | --------- | -------- | -------------------- |
| 1  | 神は銃弾           | God Is A Bullet                      | 1999年         | 2001年9月 | 田口俊樹 | 文藝春秋〈文春文庫〉 |
| 2  | 死者を侮るなかれ   | Never Count Out The Dead             | 2001年         | 2003年9月 | 田口俊樹 | 文藝春秋〈文春文庫〉 |
| 3  | 凶器の貴公子       | The Prince of Deadly Weapons         | 2002年         | 2005年8月 | 田口俊樹 | 文藝春秋〈文春文庫〉 |
| 4  | 音もなく少女は     | The World Eve Left Us                | 2012年         | 2010年8月 | 田口俊樹 | 文藝春秋〈文春文庫〉 |
| 5  | その犬の歩むところ | Giv - The Story of a Dog and America | 2009年         | 2017年6月 | 田口俊樹 | 文藝春秋〈文春文庫〉 |
| 6  | 暴力の教義         | The Creed of Violence                | 2010年         | 2012年9月 | 田口俊樹 | 新潮社〈新潮文庫〉   |
| 7  |                    | Gardens of Grief                     | 2011年         |           |          |                      |
| 8  |                    | The Cloud and the Fire               | 2013年         |           |          |                      |
| 9  |                    | The Country I Lived In               | 2013年         |           |          |                      |
| 10 |                    | By Your Deeds                        | 2016年         |           |          |                      |
| 11 | ひとり旅立つ少年よ | A Child Went Forth                   | 2018年         | 2019年8月 | 田口俊樹 | 文藝春秋〈文春文庫〉 |
| 12 |                    | How Beautiful They Were              | 2019年刊行予定 |           |          |                      |